# Perdões
Perdões is een gemeente in de Braziliaanse deelstaat Minas Gerais. De gemeente telt 20.228 inwoners (schatting 2009).

## Aangrenzende gemeenten
De gemeente grenst aan Bom Sucesso, Cana Verde, Ijaci, Lavras, Nepomuceno, Ribeirão Vermelho, Santana do Jacaré en Santo Antônio do Amparo.